# Sucupira (Brazilië)
Sucupira is een gemeente in de Braziliaanse deelstaat Tocantins. De gemeente telt 1.741 inwoners (schatting 2009).